# 蒙里戈
蒙里戈（法語：Montrigaud，法語發音：[mɔ̃ʁiɡo]）是法国德龙省的一个旧市镇，位于该省北部，属于瓦朗斯区。2019年，蒙里戈与临近的2个市镇合并为新市镇瓦莱尔巴斯，蒙里戈为新市镇行政中心。

## 地理
蒙里戈（45°13'8"N, 5°7'52"E）面积28.73 平方千米，位于法国奥弗涅-罗讷-阿尔卑斯大区德龙省，该省份为法国东南部内陆省份，北起顺时针与伊泽尔省、上阿尔卑斯省、上普罗旺斯阿尔卑斯省、沃克吕兹省和阿尔代什省接壤。
与蒙里戈接壤的市镇（或旧市镇、城区）包括：大塞尔、米里贝勒、圣博内-德瓦尔克莱里约、圣克里斯托夫和勒拉里斯、迪奥奈、蒙法尔孔、鲁瓦邦、加洛尔河畔圣克莱尔。
蒙里戈的时区为UTC+01:00、UTC+02:00（夏令时）。

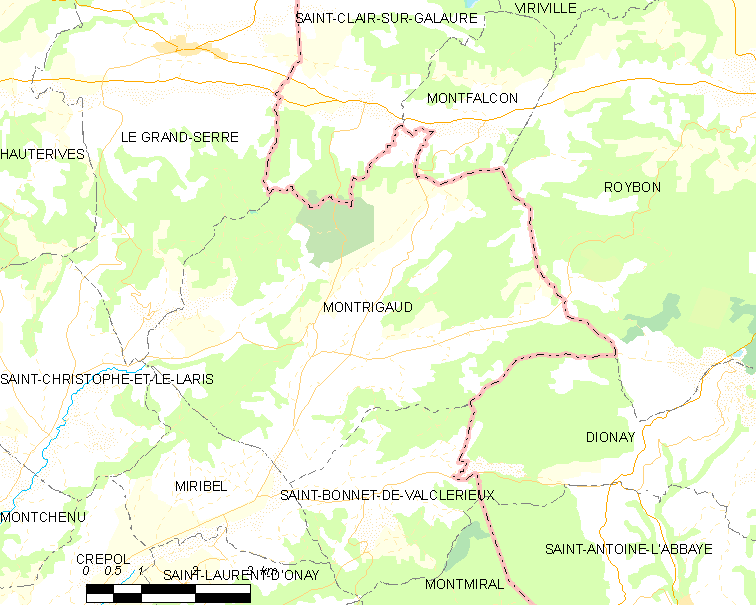
蒙里戈的OSM定位图

## 行政
蒙里戈的邮政编码为26350，INSEE市镇编码为26210。

## 政治
蒙里戈所属的省级选区为丘陵德龙县。

## 人口

1962-2008年间蒙里戈人口变化图示

蒙里戈于2018年1月1日时的人口数量为492人。